# Local Hero
Local Hero (от англ. local hero — «локальный герой») — первая в России общедоступная система размещения гиперлокальной медийной интернет-рекламы, которая позволяет мгновенно публиковать баннеры на миллионах крупнейших сайтов Рунета и обеспечивает их демонстрацию только на персональных компьютерах и мобильных устройствах, находящихся на небольшой целевой территории вплоть до городского квартала (минимальный радиус — 500 метров).

## Принципы работы
Базируется на интеграции с несколькими RTB-системами (Google DoubleClick, Яндекс, Adfox, Spicy и др.), что даёт, по словам сооснователя Local Hero Александра Доржиева, огромный потенциальный охват — «львиную долю более или менее крупных сайтов Рунета, которые зарабатывают на рекламе, участвуют в этих биржах», включая AdMe, Avito, Fishki, различные порталы, в том числе новостные и развлекательные.
Точное геотаргетирование обеспечивается гибридной технологией геолокации AlterGeo.
Работает как интернет-сервис самообслуживания. Для запуска кампании достаточно указать точку на карте и выбрать радиус (от 500 метров до 5 километров), а затем создать баннер по шаблону или загрузить готовый. Сервис доступен без регистрации, однако для оплаты и старта размещения требуется аккаунт.

## Применение
В основном, Local Hero предназначена для продвижения локального бизнеса: кафе, ресторанов, автосервисов, салонов красоты, фитнес-клубов, магазинов и других подобных предприятий, основная масса потенциальных клиентов которых живут, работают или просто бывают рядом с соответствующими точками продаж. Журнал «Коммерсантъ Деньги» упоминал систему в материал о «самых креативных и экономичных способах продвижения продуктов и брендов».
Кроме того, применялся во время избирательных кампаний для продвижения через Интернет: партия «Яблоко», например, запускала баннеры с изображением кандидатов в Мосгордуму для показа только на территории их одномандатных округов, границы которых были прописаны полигонами с 50-100 вершинами.